# Gnathisotoma
Genre
Gnathisotoma est un genre de collemboles de la famille des Isotomidae.

## Liste des espèces
Selon Checklist of the Collembola of the World (version du 2 septembre 2019) :
- Gnathisotoma bicolor Cassagnau, 1957
- Gnathisotoma deharvengi Najt, 1981
- Gnathisotoma pallens Yoshii, 1990
- Gnathisotoma patagonica Yoshii, 1990
- Gnathisotoma spinolabris Fjellberg, 2010

## Publication originale
- Cassagnau, 1957 : Faune française des collemboles. VII.-Un nouveau genre d'Isotomidae de haute montagne. Bulletin de la Société Zoologique de France, vol. 82, p. 393-395.